# Gajac (Gironde)
Gajac település Franciaországban, Gironde megyében. Lakosainak száma 370 fő (2022. január 1.). Gajac Gans, Saint-Côme, Bazas, Birac és Sendets községekkel határos.

## Népesség
A település népességének változása:
| Lakosok száma | 336  | 330  | 363  | 374  | 385  | 386  | 380  | 373  | 372  | 370  |
|               | 1968 | 1982 | 1990 | 2006 | 2013 | 2015 | 2017 | 2019 | 2020 | 2022 |